# Hanni (chanteuse)
 (novembre 2024).
La mise en forme du texte ne suit pas les recommandations de Wikipédia : il faut le « wikifier ».
Les points d'amélioration suivants sont les cas les plus fréquents. Le détail des points à revoir est peut-être précisé sur la page de discussion.
- Les titres sont pré-formatés par le logiciel. Ils ne sont ni en capitales, ni en gras.
- Le texte ne doit pas être écrit en capitales (les noms de famille non plus), ni en gras, ni en italique, ni en « petit »…
- Le gras n'est utilisé que pour surligner le titre de l'article dans l'introduction, une seule fois.
- L'italique est rarement utilisé : mots en langue étrangère, titres d'œuvres, noms de bateaux, etc.
- Les citations ne sont pas en italique mais en corps de texte normal. Elles sont entourées par des guillemets français : « et ».
- Les listes à puces sont à éviter, des paragraphes rédigés étant largement préférés. Les tableaux sont à réserver à la présentation de données structurées (résultats, etc.).
- Les appels de note de bas de page (petits chiffres en exposant, introduits par l'outil «  Source ») sont à placer entre la fin de phrase et le point final[comme ça].
- Les liens internes (vers d'autres articles de Wikipédia) sont à choisir avec parcimonie. Créez des liens vers des articles approfondissant le sujet. Les termes génériques sans rapport avec le sujet sont à éviter, ainsi que les répétitions de liens vers un même terme.
- Les liens externes sont à placer uniquement dans une section « Liens externes », à la fin de l'article. Ces liens sont à choisir avec parcimonie suivant les règles définies. Si un lien sert de source à l'article, son insertion dans le texte est à faire par les notes de bas de page.
- La présentation des références doit suivre les conventions bibliographiques. Il est recommandé d'utiliser les modèles {{Ouvrage}}, {{Chapitre}}, {{Article}}, {{Lien web}} et/ou {{Bibliographie}}. Le mode d'édition visuel peut mettre en forme automatiquement les références.
- Insérer une infobox (cadre d'informations à droite) n'est pas obligatoire pour parachever la mise en page.

Pour une aide détaillée, merci de consulter Aide:Wikification.
Si vous pensez que ces points ont été résolus, vous pouvez retirer ce bandeau et améliorer la mise en forme d'un autre article.
Pour les articles homonymes, voir Hanni.
Pham Ngoc Han (en vietnamien : Phạm Ngọc Hân), dite Hanni (hangeul : 하니), est une danseuse et chanteuse de k-pop née le 6 octobre 2004 à Melbourne, en Australie. Elle est connue comme membre du groupe NJZ, anciennement NewJeans.

## Biographie
Hanni a pour nom de naissance Pham Ngoc Han. Elle est née le 6 octobre 2004 en Australie. Sa famille est née au Viêt Nam puis a vécu en Australie. Son père est originaire de Hanoï et sa mère de Hô Chi Minh-Ville. Actuellement, elle vit et travaille en Corée du Sud au sein du groupe NJZ / NewJeans.

## Carrière

### 2019-2021: Pré lancement
En 2019, Hanni a commencé à se produire dans sa ville natale en tant que membre de l'Aemina Dance Crew, spécialisée dans la reprise des danses des groupes de K-pop. Au cours de son stage, Hanni est brièvement apparue dans le clip vidéo Permission to Dance de BTS, en juillet 2021, aux côtés de Minji, membre du groupe[source secondaire souhaitée].

### 2022-présent: débuts avec NewJeans
Le 1er juillet 2022, ADOR a annoncé les débuts de son premier groupe féminin NewJeans, en publiant trois vidéos animées des numéros "22", "7" et "22" sur leurs comptes de réseaux sociaux, suscitant des spéculations selon lesquelles, le contenu sera publié le 22/7. Hanni a fait ses débuts en tant que membre du groupe avec le single surprise Attention sorti le 22 juillet 2022, il n'y a eu aucune promotion ni information préalable sur la composition du groupe. Depuis leurs débuts, NewJeans a sorti deux chansons avec des paroles écrites par Hanni.

## Compose
La carrière musicale d'Hanni dans le groupe NewJeans

### Crédits de composition musicale
Toutes les informations sont citées par la Korea Music Copyright Association, sauf indication contraire.
| Song     | Artist(s) | Writer(s)                           | Album          | Year |
| -------- | --------- | ----------------------------------- | -------------- | ---- |
| Hype Boy | NewJeans  | Hanni Gigi Ylva Dimberg 250         | New Jeans (EP) | 2022 |
| OMG      | NewJeans  | Hanni Gigi Ylva Dimberg Park Jin-su | OMG            | 2023 |

## Carrière d'acteur

### Publicité
En octobre 2022, Gucci a annoncé avoir recruté Hanni comme l'un de ses ambassadeurs de la marque. En 2023, elle apparaît pour la première fois dans la campagne publicitaire du sac Gucci Horsebit 1955 aux côtés de Halle Bailey et Julia Garner, avant d'être choisie comme modèle unique pour la campagne mondiale de la marque, menée par le directeur créatif Sabato de Sarno, développée l'année suivante.

## Paru dans les magazines
En février 2023, Hanni est devenue ambassadrice mondiale Giorgio Armani. Elle est apparue dans deux campagnes publicitaires pour le fond de teint Power Fabric+ et le rouge à lèvres Lip Maestro Satin de la marque. Le même mois, Gucci nomme Hanni son ambassadrice mondiale. L'année suivante, elle devient ambassadrice mondiale de Gucci Beauty.
En août 2023, Hanni fait la couverture du magazine Elle's D Edition, en collaboration avec Chaumet. En février 2024, elle fait la couverture du magazine W Korea, photographiée par Hiroshi Fujiwara. Elle collabore à nouveau avec Chaumet en mars 2024 pour la couverture de l'édition numérique de Marie Claire Corée. Le même mois, Hanni est devenue ambassadrice mondiale d'UGG.